# 北茨城市立常北中学校
北茨城市立常北中学校（きたいばらきしりつ じょうほくちゅうがっこう、英語: Johoku Junior High School）は、茨城県北茨城市にある公立中学校。

## 沿革

### 経緯
1947年に新学政により大津町、平潟町、関南村、関本村に各市町村の中学校を設立したのをはじめとし、1949年に関本村が分離、大津町、平潟町、関南村の2町1ヵ村組合立となり、1956年の市制施行にともない、北茨城市立常北中学校となった。

### 年表
- 1947年（昭和22年）3月31日 : 新学政により大津町、平潟町、関南村、関本村の各市町村に中学校設立。
  - 10月14日 : 大津町、平潟町、関南村、関本村の組合立常北中学校創立認可。創立記念日とする。
- 1949年4月18日 : 関本村が分離して、大津町、平潟町、関南村の2町1ヵ村組合立常北中学校となる。
  - 5月19日 : 現在の地に校舎落成。
- 1952年 : 校歌制定。
- 1953年 : 校旗制定。
- 1956年 : 北茨城市誕生。そのため、北茨城市立常北中学校と改称。
- 1961年 : 鉄筋校舎3階8教室が竣工。
- 1967年 : 体育館竣工。
- 1977年 : 校舎改築完了（鉄筋3階建、普通教室13、特別教室7、他）。
- 2010年（平成22年） : 武道館竣工。愛称として「勇常館」となる。
- 2013年 : 自閉症・情緒障害学級「つつじヶ丘」新設。

## 周辺
- 大津郵便局
- 北茨城市立総合病院
- 五浦海岸

## アクセス
- JR常磐線 - 大津港駅から南東へ1km
- 国道6号 - 常北中学校下交差点から東へ入る。